# Luis Posada Mendoza
Luis Antonio Posada Mendoza (Valencia, 22 de abril de 1925 - Barcelona, 29 de enero de 1992) fue un actor de doblaje español.

## Biografía
Debutó en el campo del doblaje a principios de la década de los años 1960, especializándose en actores secundarios hasta el final de su carrera. Su voz, desde muy joven, siempre fue la idónea para doblar a actores de avanzada edad. Sus trabajos más recordados fueron como Obi-Wan "Ben" Kenobi (Alec Guinness) de la trilogía original de La guerra de las galaxias y como Emmett Brown (Christopher Lloyd) en la trilogía de Regreso al futuro. En las décadas de 1970 y 1980 dobló habitualmente a Desmond Llewelyn en su papel de Q en siete de las películas de la saga James Bond. 
Otro de sus doblajes más destacados, fue el de Laurence Olivier en el papel del criminal y dentista nazi Christian Szell, alias Der weiße Engel, en el thriller de John Schlesinger Marathon Man. También dobló a Alfred Pennyworth, mayordomo de Bruce Wayne en la película Batman, y participó en la película Mary Poppins doblando a Arthur Malet en su papel del señor Dawes junior.
Sus hijos Luis y José Posada son también actores de doblaje.